# Filmworks XXV: City Of Slaughter/Schmatta/Beyond The Infinite
Filmworks XXV : City Of Slaughter/Schmatta/Beyond The Infinite est composé de trois ensembles de pièces pour piano solo. Le premier, City of Slaughter, composé pour une installation vidéo au Musée de l'histoire juive de Moscou, est joué par Omri Mor. Le second, Schmatta, est improvisé par John Zorn pour un documentaire de Marc Levin. Rob Burger clos l'enregistrement avec une reprise de la pièce Beyond The Infinite que l'on trouve sur l'album The Goddess-Music for the Ancient of Days. Dans les notes de pochettes, John Zorn indique que ce volume pourrait être le dernier de la série des Filmworks.

## Titres
| 1.    | The End Of Tradition | 3:40 |
| 2.    | The Oath             | 2:13 |
| 3.    | Modernity            | 1:27 |
| 4.    | Island/Ghetto        | 2:35 |
| 5.    | New Choices          | 2:11 |
| 6.    | Revolution           | 3:33 |
| 7.    | New Currents         | 2:43 |
| 8.    | Loss                 | 1:53 |
| 9.    | Hopes And Dreams     | 1:34 |
| 10.   | The Bund             | 2:33 |
| 11.   | City Of Slaughter    | 4:44 |
| 12.   | Anti-Semitism/Pogrom | 1:24 |
| 13.   | Pale Of Settlement   | 3:03 |
| 14.   | Requiem              | 2:53 |
| 15.   | Schmatta             | 1:41 |
| 16.   | Pins And Needles     | 3:12 |
| 17.   | Collapse             | 3:06 |
| 18.   | Hanging By A Thread  | 2:58 |
| 19.   | Beyond The Infinite  | 8:19 |
| 55:42 |                      |      |

## Personnel
- Omri Mor - piano (1-14)
- Rob Burger - piano (19)
- John Zorn - piano (15-18)